# Сенько Юрій
Сенько Юрій (1913–1957), етнограф-фолкльорист родом з Чернігівщини.

## З життєпису
З 1943 на еміграції в Німеччині і з 1950 у США. Автор оглядів «Правдивий український фолкльор під совєтами» (1947), «Народні приповідки-частівки про національно-визвольну боротьбу 1917 — 21» (1953) та «Історія нищення нашої Церкви в Україні», друкованої у журналі «Дзвін» (1953).